# Виндбер (Пенсилванија)
Виндбер (енгл. Windber) град је у америчкој савезној држави Пенсилванија.

## Демографија
По попису из 2010. године број становника је 4.138, што је 257 (-5,8%) становника мање него 2000. године.
| Група             | 2000.         | 2010.         |
| Белци             | 4.346 (98,9%) | 4.035 (97,5%) |
| Афроамериканци    | 0 (0,0%)      | 12 (0,3%)     |
| Азијати           | 4 (0,1%)      | 5 (0,1%)      |
| Хиспаноамериканци | 25 (0,6%)     | 59 (1,4%)     |
| Укупно            | 4.395         | 4.138         |